# Cacochloris
Cacochloris es un género de polilla de la familia Geometridae. El género fue descrita por primera vez por Louis Beethoven Prout en 1912 con distribución en África y la India. Cacochloris se erigió para ocupar dos especies de color arena de complexión robusta, con antenas fuertemente pectinadas en ambos sexos, espolones presentes y abdomen sin cresta. En el holotipo de India, el primer y el segundo subcostal del ala anterior coinciden, pero en la especie africana simplemente están pedunculados.

## Especies
Cacochloris incluye a las siguientes especies:
- Cacochloris ochrea Warren, 1897
- Cacochloris uvidula Swinhoe, 1885